# Mobile device management
Mobile device management (MDM) – to oprogramowanie, które umożliwia administratorom IT monitorowanie, zarządzanie i zabezpieczanie firmowych lub osobistych urządzeń przenośnych pracowników. Oprogramowanie może kontrolować urządzenia działające w jednym lub wielu systemach operacyjnych (iOS, Android, Windows, macOS i Chrome OS).

## Opis
Systemy MDM przeznaczone są przede wszystkim do zarządzania urządzeniami przenośnymi obsługiwanymi przez różne systemy operacyjne, operatorów i firmy oraz zabezpieczania tych urządzeń. Ważną cechą tego typu oprogramowania jest również możliwość integrowania urządzeń mobilnych z infrastrukturą sieciową przedsiębiorstwa oraz zdalna konfiguracja. Obecnie trend BYOD (Bring Your Own Device) oraz rozwój funkcji związanych z zarządzaniem aplikacjami i integracją z systemami korporacyjnymi coraz częściej powodują, że o systemach MDM mówi się w szerszym kontekście zarządzania całą mobilnością firmy – EMM (Enterprise Mobility Management).
Do innych istotnych funkcjonalności systemów MDM należą możliwość wymuszania haseł i tworzenia polityk dla grup urządzeń, lokalizowanie i możliwość blokowania/czyszczenia pamięci urządzenia w przypadku jego utraty, a także zdalna dystrybucja aplikacji (typu over-the-air). Zachowanie odpowiedniego stopnia bezpieczeństwa w rozwiązaniach MDM możliwe jest m.in. dzięki funkcjom szyfrowania urządzenia i danych, konteneryzacji oraz wykrywania szkodliwego oprogramowania (malware).

## MDM – zasada działania
MDM składa się najczęściej z dwóch elementów:
- centrum/konsoli sterowania, do którego mają dostęp administratorzy. Konsola wyposażona jest w zestaw narzędzi do monitorowania, konfiguracji i zarządzania urządzeniami,
- interfejsu klienta, który działa na zarządzanym urządzeniu, odbiera oraz implementuje polecenia.

Administratorzy IT za pośrednictwem konsoli konfigurują zasady serwera MDM. Serwer przesyła te zasady bezprzewodowo do agenta MDM na urządzeniu. Agent stosuje zasady do urządzenia, komunikując się z interfejsem programowania aplikacji (API) wbudowanym bezpośrednio w jego system operacyjny.

## Mobile device management najważniejsze funkcje
Podstawowe funkcje mobile device management związane z monitoringiem i zarządzaniem urządzeniami mobilnymi w miejscu pracy obejmują:
- automatyczne wykrywanie nowego urządzenia w sieci,
- inwentaryzacja, lokalizowanie i śledzenie urządzeń,
- zdalne zarządzanie i ich konfiguracja,
- zdalna dystrybucja aplikacji (over the air),
- blokowanie funkcji w telefonie (kamery, USB, dostęp do ustawień),
- egzekwowanie szyfrowania danych,
- zdalne czyszczenie danych,
- wymuszanie hasła,
- umieszczanie aplikacji na białej i czarnej liście[5].